# フランスの運河一覧

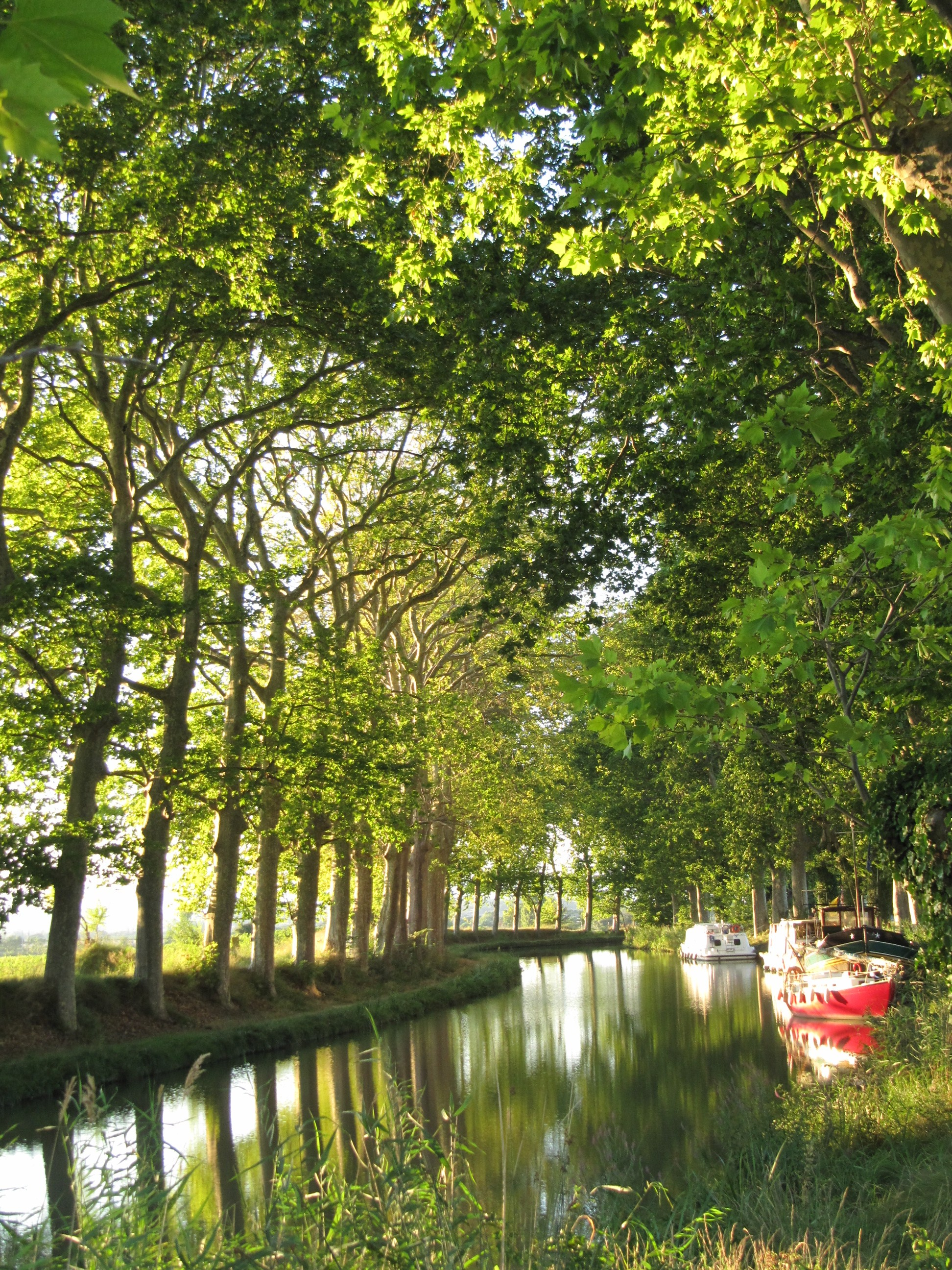
ミディ運河の様子

フランスの運河一覧は、フランス本土で船舶が航行可能な運河（Canal）を各地域別に示す。用水路（やはりCanal）は含めていない。

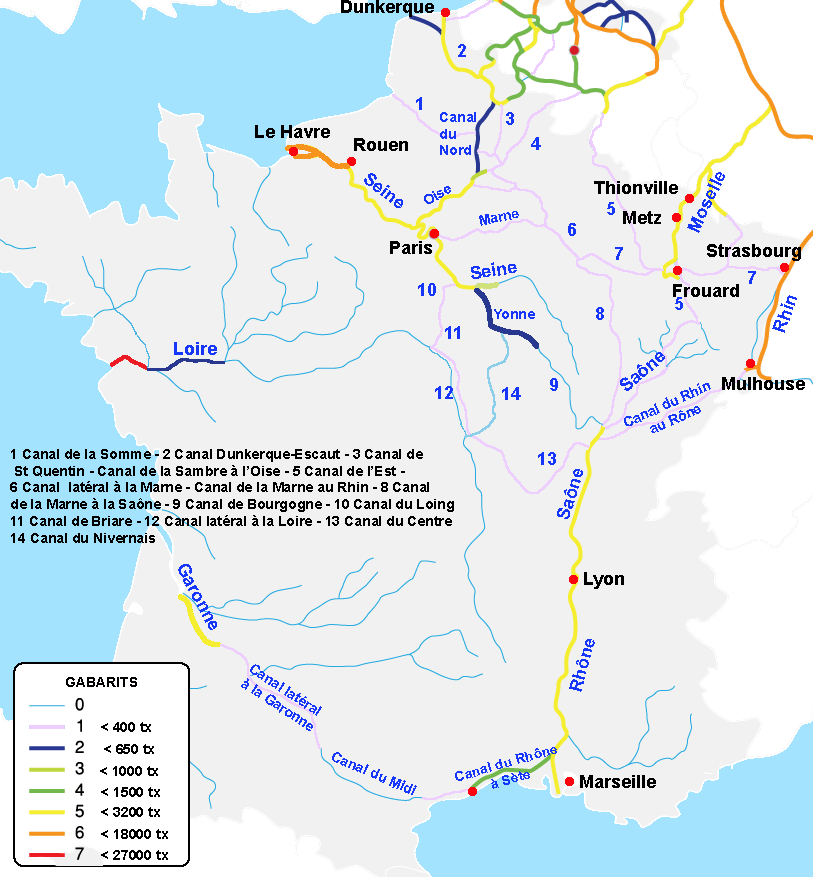
フランスで船舶が航行可能な川と運河

## 北部・東部地域
- 北運河 (Canal du Nord)
- 東運河 (Canal de l'Est)
- ローヌ川・ライン川運河 (Canal du Rhône au Rhin)

## ノルマンディー・ブルターニュ地域
- ナント・ブレスト運河 (Canal de Nantes à Brest)

## 中央・ベリー・ブルゴーニュ地域
- ブルゴーニュ運河 (Canal de Bourgogne)

## アキテーヌ・地中海地域
- ガロンヌ川運河 (Canal latéral à la Garonne)
- ミディ運河

## パリ盆地
- サン・マルタン運河

## ロワール川・ジロンド川地域
- マラン・ラロシェル運河 (Canal de Marans à La Rochelle)
- ロワール川運河 (Canal latéral à la Loire)
- ブリアール運河 (Canal de Briare)

## アンジュー・低ロワール川地域
- 低ロワール川海岸運河 (Canal de la Martinière)

## ローヌ川・ソーヌ川地域
- ローヌ川・ライン川運河 (Canal du Rhône au Rhin)

## 参照項目
- フランス内の航行水路 (Transport fluvial en France)